# 1820
1820 (MDCCCXX) a fost un an bisect al calendarului gregorian, care a început într-o zi de sâmbătă.

## Evenimente

### Ianuarie
- 29 ianuarie: George, Prințul Regent devine regele George al IV-lea al Marii Britanii.

### Martie
- 10 martie: Ferdinand al VII-lea al Spaniei acceptă Constituția spaniolă din 1812.

### Nedatate
- Amiralul rus Fabian von Bellingshausen descoperă continentul Antarctica.
- Primii misionari americani ajung în Hawaii.

## Arte, științe, literatură și filozofie
- Alphonse de Lamartine scrie Méditations poétiques
- Începe tipărirea cele de-a șasea ediții a Encyclopædia Britannica
- Venus din Milo este găsită pe insula Melos de către navigatorul francez Jules Dumont d'Urville

## Nașteri
- 17 ianuarie: Anne Brontë, scriitoare engleză (d. 1849)
- 15 februarie: Susan Brownwell Anthony, pionieră a mișcării pentru dreptul la vot al femeilor din SUA (d. 1906)
- 2 martie: Multatuli (n. Eduard Douwes Dekker), scriitor olandez (d. 1887)
- 14 martie: Victor Emmanuel II al Italiei (d. 1878)
- 20 martie: Alexandru Ioan Cuza, om politic român, primul domnitor al Principatelor Unite (1859-1862) și al statului național România (1862-1866), (d. 1873)
- 27 aprilie: Herbert Spencer, sociolog, psiholog și gânditor britanic (d. 1903)
- 25 septembrie: Ștefan Micle, pedagog și fizician român (d. 1879)
- 28 noiembrie: Friedrich Engels, filosof german (d. 1895)
- Boldizsár Adorján, scriitor, poet și avocat maghiar (d. 1867)
- Constantin Daniel Rosenthal, artist plastic evreu născut în Ungaria (d. 1851)

## Decese
- 23 ianuarie: Prințul Eduard, Duce de Kent și Strathearn (n. Edward Augustus), 52 ani, fiul regelui George III al Angliei (n. 1767)
- 29 ianuarie: Regele George III al Angliei (n. George William Frederick), 81 ani (n. 1738)
- 14 februarie: Charles Ferdinand, Duce de Berry (n. Charles Ferdinand d'Artois), 42 ani, fiul regelui Carol al X-lea al Franței (n. 1778)
- 12 martie: Alexander Mackenzie, 55 ani, explorator scoțian (n. 1764)
- 9 iunie: Wilhelmina a Prusiei (n. Frederika Sophia Wilhelmina), 68 ani, soția lui Willem al V-lea, Prinț de Orania  (n. 1751)
- 6 august: Frederica Charlotte a Prusiei (n. Friederike Charlotte Ulrike Katharina), 53 ani, fiica regelui Frederic Wilhelm al II-lea al Prusiei (n. 1767)
- 7 august: Elisa Bonaparte (n. Marie Anne Elisa Bonaparte), 43 ani, sora lui Napoleon I (n. 1777)
- 24 august: Ion-Budai Deleanu, 60 ani, scriitor român (n. 1760)
- 2 septembrie: Împăratul Jiaqing al Chinei, 59 ani (n. 1760)
- 14 septembrie: François Joseph Lefebvre, 64 ani, general și mareșal francez  (n. 1755)